# 量子アフィン代数
理論物理学や数学において、量子アフィン代数（りょうしアフィンだいすう、英: Quantum affine algebra）とは、アフィンリー代数の普遍包絡代数の q-変形となるホップ代数である。可解格子模型の研究や量子可積分系の理論で登場する。カルタン行列から成る量子群の一種として位置付けられ、様々な変形パラメータを持ち、表現論などの研究対象となっている。Drinfeld (1985) と Jimbo (1985)によって導入された。